# Căldura (film din 1969)
Căldura este un film românesc din 1969 regizat de Șerban Creangă. Rolurile principale au fost interpretate de actorii Vladimir Găitan, Emilia Dobrin și Nicolae Wolcz.
Filmul este debutul în lungmetraj al lui Șerban Creangă, care tocmai absolvise secția de regie de film la I.A.T.C. (în prezent U.N.A.T.C.).
Scenariul este scris de Șerban Creangă în colaborare cu Horia Pătrașcu, care tocmai terminase filmările pentru Reconstituirea cu Lucian Pintilie, și este inspirat din nuvela „Întunericul și profesoara de pian” de Horia Pătrașcu.

## Rezumat
Sergiu, Laura și Șmache, trei absolvenți de liceu, își fac planuri de viitor. Între Sergiu și Laura se naște o idilă, dar din cauza opoziției părinților fetei și a faptului că tânărul este recrutat, această se va mărită cu altcineva. După câțiva ani, drumurile celor trei se întâlnesc din nou. Sergiu este în pragul absolvirii unei facultăți, iar Laura, acum divorțată, este profesoară de pian.

## Distribuție
Distribuția filmului este alcătuită din:
- Vladimir Găitan — Sergiu Roman, tânăr absolvent de liceu numit director al căminului cultural din comuna Verzești (raionul Rucăr)
- Emilia Dobrin — Laura Manea, pianistă, iubita lui Sergiu
- Nicolae Wolcz — Șmache, prietenul lui Sergiu și al Laurei
- Sebastian Papaiani — fruntașul Nicolae („Nae”) Oacă, originar din Oltenia
- Ștefan Mihăilescu-Brăila — dl Manea, tatăl Laurei (menționat Ștefan Mihailescu Brăila)
- Nicolae Secăreanu — tatăl bolnav al lui Sergiu
- Ernest Maftei — președintele Sfatului Popular al comunei Verzești
- Mihai Badiu — secretarul Sfatului Popular al comunei Verzești
- Emil Liptac — Pantea, delegatul Sfatului Popular al raionului Rucăr
- Nicolae Mavrodin
- Dan Turbatu
- Elena Șoltuz — gazda bătrână a lui Sergiu
- N.N. Matei
- Georgeta Marutza
- Stelian Stancu — soldatul originar din Verzești (menționat Stancu Stelian)
- George Mihăiță — soldatul originar din Uscatele
- Maria Cumbari — fata din satul Verzești care-l urmărește cu privirea pe Sergiu
- Eugenia Bosînceanu — locatara nouă a apartamentului bătrânei
- Florin Zamfirescu — șoferul camionului (secvențe tăiate din film)[2][3]
- Dumitru Dumitru — domnul în negru lovit de camion (secvențe tăiate din film)[3]

### Dublaj de voce
- Ștefan Tapalagă
- Catrinel Paraschivescu (menționată Ecaterina Paraschivescu)
- Ion Bog
- Nicolae Gălășel — solist vocal

## Primire

### La lansare
Filmul a fost vizionat de 910.385 de spectatori în cinematografele din România, după cum atestă o situație a numărului de spectatori înregistrat de filmele românești de la data premierei și până la data de 31 decembrie 2014 alcătuită de Centrul Național al Cinematografiei.
Într-o cronică de întâmpinare, Eva Sîrbu scrie despre calitățile și defectele filmului: „Pentru o dată nu avem de-a face cu un film despre vârsta de 20 de ani reconstituită din amintările unor oameni de 30 de ani, ci cu un film despre această vârstă făcut de oameni care abia au depășit-o. Cu puțin. Cu acel puțin necesar înțelegeril ei.(...) Căldura devine abia la sfârșit un film întreg, dar defectele lui nu mi se pare că se leagă aici ci într-o grabă de a expedia unele secvențe care nu suportau graba.”

### În prezent
Călin Căliman notează în cartea sa despre istoria filmului românesc: „Principalul câștig al filmului (...) era buna cunoaștere a psihologiei tinere, comuniunea cu personajele lor. Faptul că un film tânăr, al unui regizor tânăr, încheia - cu numai două luni înainte Reconstituirii - anii '60 era un semn de speranță...”
Andreea Chiper include filmul într-o listă de redescoperiri aparținând cinemaului românesc predecembrist: „Filmul lui Creangă începe de la niște premise care induc în eroare: ceea ce pare inițial un trio amoros și ludic (cumva în siajul unor Jules et Jim sau Bande à part) este repede abandonat pentru a face loc unui bildungsroman destul de clasic. Ratarea la facultate, înrolarea în serviciul militar, slujba în administrația unei ferme colective, prima iubire – protagonistul lui Vladimir Găitan trece prin toate, cu bune și cu rele, însă fără să se bucure de nimic pînă la capăt. Maturizarea e tristă și personajul se întoarce din nou și din nou la aceeași obsesie, la iubirea pierdută care licărește în flashback-uri dintr-o natură cu doi îndrăgostiți pe o plajă.”